# Neprošteno
Neprošteno (makedonsky: Непроштено, albánsky: Nepreshten) je vesnice v Severní Makedonii. Nachází se v opštině Tearce v Položském regionu.

## Geografie
Vesnice Neprošteno se nachází v oblasti Položská kotlina a leží v nadmořské výšce 509 metrů, na úpatí pohoří Šar Planina. Od města Tetovo je vzdálená 7 km.

## Historie
V dřívějších dobách se vesnice jmenovala Andrejevo. Podle legendy do vesnice přišel žebrák a nikdo z obyvatel mu nedal ani kousek chleba. Když odcházel, pohrozil, že jim nebude nikdy odpuštěno a vesnice tak získala nový název Neprošteno (neodpuštěno).

## Demografie
Podle sčítání lidu z roku 2021 žije ve vesnici 1178 obyvatel. Etnické skupiny jsou:
- Albánci – 898
- Makedonci – 405
- Srbové – 2
- ostatní – 4